# NGC 5142
NGC 5142 (również PGC 46919 lub UGC 8435) – galaktyka soczewkowata (S0), znajdująca się w gwiazdozbiorze Psów Gończych. Odkrył ją William Herschel 1 maja 1785 roku. Jest to galaktyka z aktywnym jądrem typu LINER.